# 1896년 하계 올림픽 펜싱
1896년 하계 올림픽 펜싱은 그리스 아테네에서 개최된 1896년 하계 올림픽의 종목이다. 1896년 4월 7일부터 12일까지 자페이온에서 진행되었다. 4개국에서 15명의 선수가 참가하였으며 남자 경기만 열렸다. 에페 경기는 열리지 않았다.

## 경기장
| 도시   | 경기장   | 원어명          | 로마자명 |
| ------ | -------- | --------------- | -------- |
| 아테네 | 자페이온 | Ζάππειον μέγαρο | Zappeion |

## 참가국
4개국에서 15명의 선수가 참가하였다.
- 그리스 (9명)
- 덴마크 (1명)
- 오스트리아 (1명)
- 프랑스 (4명)

## 세부 종목
1896년 하계 올림픽 펜싱의 세부 종목은 아래와 같으며, 남자 경기만 진행되었다.
| - 남자 플뢰레 개인전 | - 남자 마스터 플뢰레 | - 남자 사브르 개인전 |

## 메달 집계

### 최종 순위
| 순위 | 국가   | 금메달 | 은메달 | 동메달 | 합계 |
| ---- | ------ | ------ | ------ | ------ | ---- |
| 1    | 그리스 | 2      | 1      | 1      | 4    |
| 2    | 프랑스 | 1      | 2      | 0      | 3    |
| 3    | 덴마크 | 0      | 0      | 1      | 1    |
| 합계 | 합계   | 3      | 3      | 2      | 8    |

### 메달리스트
| 종목                      | 금                                 | 은                             | 동                                            |
| ------------------------- | ---------------------------------- | ------------------------------ | --------------------------------------------- |
| 남자 플뢰레 개인전 자세히 | 외젠 앙리 그라벨로트 · 프랑스      | 앙리 칼로 · 프랑스             | 페리클레스 피에라코스 마브로미칼리스 · 그리스 |
| 남자 마스터 플뢰레 자세히 | 레오니다스 피르고스 · 그리스       | 장 모리스 페로네 · 프랑스      | 없음                                          |
| 남자 사브르 개인전 자세히 | 이오아니스 게오르기아디스 · 그리스 | 텔레마코스 카라칼로스 · 그리스 | 올게르 루이스 닐센 · 덴마크                   |

## 같이 보기
- 올림픽 펜싱 남자 메달리스트 목록

## 참고 자료
- 국제 올림픽 위원회 - 1896년 하계 올림픽 펜싱 경기 결과 (영어)
- Lampros, S.P.; Polites, N.G.; De Coubertin, Pierre; Philemon, P.J.; & Anninos, C. (1897). 《The Olympic Games: BC 776 – AD 1896》. Athens: Charles Beck. (Digitally available at  보관됨 2013-01-16 - 웨이백 머신)
- Mallon, Bill; & Widlund, Ture (1998). 《The 1896 Olympic Games. Results for All Competitors in All Events, with Commentary》. Jefferson: McFarland. ISBN 0-7864-0379-9. (Excerpt available at )
- Smith, Michael Llewellyn (2004). 《Olympics in Athens 1896. The Invention of the Modern Olympic Games》. London: Profile Books. ISBN 1-86197-342-X.

| 올림픽 테니스 |                                     |           |
|               | 1896년 하계 올림픽 펜싱 아테네 1896 | 다음 대회 |
|               | 1896년 하계 올림픽 펜싱 아테네 1896 | 파리 1900 |